# Scord of Brouster

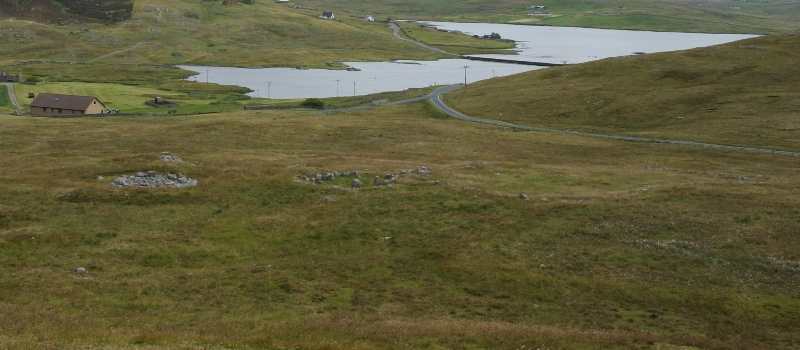
Landschap van Scord of Brouster met cairn, huis en omwalling

Scord of Brouster is een neolithische nederzetting, gelegen nabij Walls en Sandness in de regio Aithsting op het Shetlandse Mainland (Schotland).

## Beschrijving
Op de heuvel Scord of Brouster uitkijkend op Gruting Voe bevinden zich de resten van een nederzetting van circa 2300 v.Chr.. De nederzetting ligt ietwat ten noorden van de weg tussen Bridge of Walls en Walls] ongeveer 274 meter ten westzuidwesten van Brouster.
Zichtbaar zijn enige ovale huizen. Een systeem van onderling verbonden lage veldmuren, die vijf of zes velden scheiden, ligt onder een turflaag van 0,75 meter.
Het grootste huis meet intern vijf bij zeven meter en bevat een centrale haard. In de muren zijn open cellen te onderscheiden met hun opening gericht naar het midden van het huis. Aan de zuidzijde van dit huis bevindt zich een ovale stenen ommuring van zestig meter in lengte. Ten noorden van het grote huis liggen minstens nog drie andere huizen. De huizen en de velden nemen ongeveer twee hectare in.
De nederzetting bevat tevens een ronde cairn, stammende uit de bronstijd.
Andere neolithische nederzettingen in Shetland zijn onder andere Gruting School en Stanydale 'Temple'.